# Roman Ráž
Roman Ráž (28. května 1935, Praha, Československo – 26. ledna 2022 Praha) byl český spisovatel, dramatik, dramaturg a scenárista, jenž se prosadil v období normalizace. Napsal 25 próz, 15 televizních her a řady rozhlasových her a seriálů. Čtyřikrát byl navržen na Státní cenu za literaturu, byl nositelem Ceny Egona Ervina Kische a Chlumecké literární ceny Jaroslava Golla. Napsal rozsáhlou historickou ságu – trilogii Lázeňské dobrodružství, Lázeňské naděje a Lázeňské ozvěny. Jeho román Prodavač humoru byl zfilmován režisérem Jiřím Krejčíkem.

## Život

### Původ
Roman Ráž se narodil v Praze – Novém Městě v nemocnici v Klimentské ulici, následně byl pokřtěn v kostele sv. Klimenta.
Jeho otec Otto Ráž (1905–1950) byl pražský podnikatel. Dědeček Rudolf Ráž (1880) vlastnil Hotel Belvedere v Praze na Letné (dnes Praha 7, Milady Horákové 479/19), který Otto Ráž převzal v roce 1935. V roce 1948 byl zavřen do tábora nucených prací, kde také zemřel. Rodiče uzavřeli manželství v roce 1932 v Brně, v roce 1938 došlo k rozvodu.
Jeho matka Božena Rážová, roz. Vepřeková (1909–1991), pocházela z Luhačovic. Psala povídky, ale nikdy je nepublikovala. Vystudovala obchodní akademii, později pracovala jako vedoucí účtárny pivovarů a lihovarů. Dědeček Emanuel Vepřek (1871–1924) byl restauratérem a starostou v Luhačovicích. Zasloužil se o rozvoj místních lázní, podporoval všeobecnou živnostenskou školu, za jeho starostování byl postaven vodovod, zřízena měšťanská škola a založena obecní spořitelna. Hostem Vepřekovy restaurace býval často hudební skladatel Leoš Janáček.

### Studium
V roce 1941 se Roman Ráž s matkou přestěhoval z Prahy do Brna, kde začal chodit do obecné školy. V letech 1944–1946 pobýval v Luhačovicích, tady zažil osvobození rumunskou armádou v květnu 1945. V roce 1946 se vrátil zpátky do Brna.
Z důvodu špatného kádrového profilu nemohl dokončit studium na gymnáziu, nastoupil na zdravotní školu (1950–1953), kde složil maturitu. Vystudoval dějiny umění a estetiku na Filozofické fakultě Masarykovy univerzity v Brně (1953–1958). Na pražské FAMU pak studoval mimořádně také filmovou vědu a dramaturgii (1954–1956), studium však zůstalo nedokončeno. V roce 1982 získal doktorát (titul PhDr.) v oboru divadelní a filmové vědy na Karlově univerzitě.

### Počátky literární činnosti
Už jako student publikoval básně, fejetony a povídky v Novém životě, Hostu do domu a jinde. V době studia se přátelil s Violou Fischerovou, Pavlem Švandou, Jiřím Kuběnou a Václavem Havlem, kteří patřili k literární skupině Šestatřicátníků. Stýkal se také s Milanem Uhdem, Antonínem Přidalem a Pavlem Blatným.

### Spisovatelská dráha
V letech 1958–1960 pracoval jako režisér a dramaturg zábavných pořadů v Krajském domě osvěty v Brně, po reorganizaci instituce (1960) působil jako dramaturg a autor v Krajském podniku pro film, koncerty, estrády. V té době hojně přispíval do časopisu Koncerty a estrády, především cestopisnými črtami. V letech 1967–1971 působil jako dramaturg literárně-dramatického redakce brněnského studia Československé televize, odkud byl jako signatář Dva tisíce slov začátkem tzv. normalizace propuštěn z ideových důvodů. Od roku 1971 je spisovatelem ve svobodném povolání, třebaže první léta nesměl publikovat pod svým jménem a tři jeho knihy byly vyřazeny z knihoven jako libri prohibiti. V roce 1976 se přestěhoval z Brna do Prahy, obnovil spolupráci s Československou televizí a s Československým rozhlasem (od 80. let 20. století).
Patří do generace autorů, která do české literatury vstoupila v první polovině 60. letech 20. století (společně s Ivanem Klímou, Vladimírem Páralem, Alenou Vostrou, Vladimírem Körnerem a Vladimírem Přibským). Jejich společným znakem bylo úsilí o analytickou reflexi v literatuře.

### Inspirační vlivy
V próze jej ovlivnila především americká literatura: William Faulkner, William Styron, Saul Bellow, John Steinbeck, z francouzské literatury Louis-Ferdinand Céline a také kubánský spisovatel Alejo Carpentier. Pro psaní poezie na něj měl vliv Guillaume Apollinaire, Jacques Prévert (v překladu Adolfa Kroupy), Lawrence Ferlinghetti (v překladu Jana Zábrany), oblíbil si sbírku básní Kašpar Noci od Aloysia Bertranda (v překladu Josefa Heyduka) a Malé básně v próze od Charlese Baudelaira. Pro psaní povídek pro něj byla inspirativní tvorba Alberta Moravii (Římské povídky), Michaila Zoščenka, Jamese Thurbera (Zmatený muž na hrazdě) a Antona Pavloviče Čechova.

### Rodina
Roman Ráž byl potřetí ženatý, měl dvě dcery a jednoho vnuka. V rozmezí let 1956–1966 žil ve vztahu s primářkou Fakultní nemocnice Brno – Bohunice MUDr. Miluškou Weberovou (†1998). První manželství (1968–1976) uzavřel s teatroložkou Martou Brabcovou, která zemřela v roce 1976. Jeho druhou manželkou (1983–1996) se stala Vladimíra Černá-Krumlová, ze svazku se narodila dcera Romika (1983), manželství skončilo rozvodem. Romika má syna Viktora (2018). Potřetí se oženil v roce 1997, jeho manželkou byla MUDr. Barbora Rážová, z manželství se narodila dcera Nicole (1998).

## Ocenění
Roman Ráž byl čtyřikrát nominován na Státní cenu za literaturu.
- 21. 9. 2016 mu byla udělena Cena Egona Ervína Kische za knihu Lázeňské naděje
- 26. 10. 2016 mu byla udělena Chlumecká literární cena Jaroslava Golla za knihu Lázeňské dobrodružství

## Členství
Nikdy nebyl členem žádné politické strany. V roce 1989 založil společně s Miroslavem Ivanovem, Františkem Nepilem a Vladimírem Přibským Klub spisovatelů nestraníků (K 89), kde krátce působil jako předseda. V 90. letech 20. století byl opakovaně členem Rady Obce spisovatelů, členem výboru a literární sekce Nadace Český literární fond. Byl členem poroty pro udělení Státní ceny za literaturu za rok 2000, v letech 2005, 2006 a 2007 byl členem poroty Magnesie Litery pro udělení Litery za prózu.
V roce 2019 působil ve spolku Litera (který uděluje ceny Magnesia litera), dále byl členem výboru Českého centra PEN klubu a dozorčí rady Divadelní, literární, audiovizuální agentury DILIA.

## Dílo

### Próza

#### Jediná noc (povídky)
Brno, Krajské nakladatelství 1962, ilustrace Jiří Hadlač, 199 stran, náklad 5000 výtisků, Edice Pulsy, svazek 2

#### Učitel ptačího zpěvu
Brno, Blok 1966, ilustrace Jiří Svoboda, 127 stran, náklad 3000 výtisků

#### Kdo umlčel Matyáše
Brno, Blok 1968, ilustrace Milan Klvaňa, 183 stran, náklad 1150 výtisků

#### Jednou se ohlédneš
Brno, Blok 1968, ilustrace Ivan Soukup, 53 stran, náklad 1750 výtisků, Edice Blok Prózy 1, sešit 2

#### Poznávací znamení
Brno, Blok 1974, ilustrace Jarmila Totušková, 83 stran, 6000 výtisků, Edice Tři povídky, svazek 3

#### Smrt v kaštanovém domě
1. vydání Brno, Blok 1976, ilustrace Ludmila Chytilková, 254 stran, náklad 15000 výtisků
2. vydání Brno, Blok 1989, ilustrace Michal Houba, 214 stran, náklad 15100 výtisků

#### Prodavač humoru
1. vydání Praha, Československý spisovatel 1979, ilustrace Jan Černý, 327 stran, edice Žatva náklad, 12000 výtisků
2. vydání Praha, Československý spisovatel 1985, doslov Marta Staňková, 361 strana, náklad 22000 výtisků
3. vydání Praha, Mladá fronta 2008, 283 stran, ISBN 978-80-204-1750-3

#### Bludné kameny
Praha, Československý spisovatel 1981, ilustrace Dalibor Říhánek, 259 stran, edice Žatva, náklad 11000 výtisků

#### Vrabčí hnízdo
Praha, Československý spisovatel 1983, ilustrace Liana Hamzová, 298 stran, edice Žatva, náklad 10000 výtisků

#### Šokmistr
1. vydání Praha, Československý spisovatel 1985, 363 stran, edice Žatva, náklad 15000 výtisků
2. vydání Praha, Československý spisovatel 1990, doslov Ivan Matějka, ilustrace Jiří Jirka, 395 stran, náklad 32000 výtisků, ISBN 80-202-0138-6

#### Narcisový dům
Praha, Československý spisovatel 1988, 284 stran, náklad 14000 výtisků, Edice Žatva

#### Pokušení na konci léta
Praha, Práce 1989, 210 stran, náklad 30000 výtisků, ISBN 80-208-0216-9

#### In flagranti
1. vydání Praha, Melantrich 1989, ilustroval Zdeněk Netopil, 222 stran, edice Česká próza / Melantrich, náklad 16000 výtisků, ISBN 80-7023-013-4
2. vydání Praha, Adonai 2004

#### Cesta po kolenou
1. vydání Praha, Favia International 1992
2. vydání Praha, Favia International 1993, 331 stran, Edice Favia Fiesta, svazek 7, ISBN 80-85339-20-X

#### Zachránci samoty
Praha, Academia 1999, 302 stran, edice Scarabeus, svazek 11, ISBN 80-200-0760-1

#### Faust umírá dvakrát
1. vydání Praha, Akropolis 2003, ilustrace Vladimír Suchánek, 194 stran, ISBN 80-7304-025-5
2. vydání Praha, Akropolis 2016, ISBN 978-80-7304-191-5

#### Bonviván
Praha, Academia 2004, 332 stran, ISBN 80-200-1296-6

#### Kámen v okně: podzimní elegie za starého muže
Praha, Akropolis 2007, 147 strana, ISBN 978-80-7304-077-2

#### Nevěř mi ani slovo
Praha, Akropolis 2009, 236 stran, ISBN 978-80-7304-106-9

#### V jídelně se nevraždí: groteskní thriller
Praha, Akropolis 2011, 191 stran, ISBN 978-80-7304-136-6

#### Lázeňské dobrodružství: (1900–1921)
Praha, Akropolis 2014, 332 stran, ISBN 978-80-7304-171-7

#### Lázeňské naděje: (1926–1946)
Praha, Akropolis 2015, 431 stran, ISBN 978-80-7304-183-0

#### Lázeňské ozvěny: (1950–1977)
Praha, Akropolis 2017, 309 stran, ISBN 978-80-7304-203-5

#### Muž a růže: o lásce a cestování
Praha, Akropolis 2018, 244 stran, ISBN 978-80-7304-215-8

#### Aplikace Rodina
Praha, Theatrum mundi 2019, 151 stran, ISBN 978-80-907056-5-4

### Překlady prózy

#### Překlady do němčiny
Der Lehrer des Vogelgesangs (Učitel ptačího zpěvu)
Olten, Walter Verlag 1971, překlad Josefine Spitzer, doslov Franz Peter Künzel 196 stran
Der Humorverkäufer (Prodavač humoru)
Berlin, Verlag Volk und Welt 1982, překlad Eleonore Schmidt

#### Překlady do polštiny
Sprzedawca humoru (Prodavač humoru)
Katowice, Śląsk 1986, překlad Wiesława Fornelska, úvod Witold Nawrocki, 368 stran, edice Biblioteka Pisarzy Czeskich i Słowackich, náklad 10000 + 300 výtisků, ISBN 83-216-0526-5

#### Překlady do rumunštiny
Vânzătorul de umor (Prodavač humoru)
Bucuresti, Univers 1991, překlad Jean Grosu, 364 strana, ISBN 973-34-0159-5
Vânzătorul de umor (Prodavač humoru)
Bucuresti, Paralela 45, 2004, překlad Jean Grosu, 393 stran, edice Ficţiune fără frontiere ISBN 973-697-239-9
Flagrant delict (In flagranti)
Bucuresti, Paralela 45, 2007, překlad Jean Grosu, 341 stran, ISBN 978-973-697-999-6
Faust moare de două ori (Faust umírá dvakrát)
Vartier, 2014, překlad Lidia-Veronica Našincová, 192 stran, ISBN 978-997-579-924-9

### Rozhlasové hry
Smyčka (1965)
Režie Olga Zezulová. Osoby a obsazení: Zkoumající (Zdeněk Martínek), první žena (Dagmar Pistorová), druhá žena (Olga Hauková), třetí žena (Jiřina Prokšová), první muž (Jaroslav Dufek), druhý muž (Jiří Tomek), třetí muž (Jiří Dušek). Nastudovalo Brno v roce 1964. Premiéra 13. 2. 1965 (Československo 1, 19:00 – 19:47 h).
Ruce nad vodou (1965)
Zvuk Zdeněk Škopán. Stroje Jiří Zobač, Bedřich Marek, Miroslava Čápová, Jaroslava Eliášková. Spolupráce Jan Rendl. Dramaturg Karel Tachovský. Asistent režie František Beránek. Osoby a obsazení: vypravěč (Zdeněk Štěpánek), ten, který ví (Otakar Brousek st.), žena (Pavlína Filipovská), muž (Rudolf Deyl ml.), starý dozorce (Josef Kemr), Anna (Nina Popelíková), mladý dozorce (Jaroslav Satoranský), matka (Eva Svobodová), odsouzený (Ilja Racek), ona (Jana Drbohlavová), řidič (Jan Plavka), sbor (členové DRDS). Natočeno 1965 (stereo; 40 min.).
Když tráva znovu kvete (1965)
Technická spolupráce Miloš Šindelář a Olga Staroštíková. Dramaturg Karel Tachovský. Režie Vladimír Vozák. Osoby a obsazení: žena (Olga Hauková), pracovnice (Jiřina Prokšová), muž (Karel Kabíček), Hana (Libuše Vaněčková), Věra (Věra Šusteková), Ondráčková (Libuše Billová), Petr (Jaroslav Kuneš), mužský hlas (Arnošt Navrátil). Nastudovalo Brno v roce 1965. Repríza 9. 4. 1967 (Československo, 18:00 – 18:34 h.; 31 min.).
Legenda o střeše světa (1966)
Scénická hudba Gustav Křivinka. Zvuk Jaromír Pěnčík. Natáčení a střih Věra Binková. Mixáž Milka Dadáková a Slávka Murdychová. Asistent studia Věra Fajtová. Režie Olga Zezulová. Osoby a obsazení: vězeň (Rudolf Chromek), dozorce (Jiří Tomek), muž (Jaroslav Dufek), lékař (Jiří Binko), zpěv (Běla Syková a Bohuslava Jelínková). Housle (Věra Zegzulková), celesta (Vratislav Bělský), řídil Jiří Hanousek. Nastudovalo Brno. Natočeno 27. 12. 1966, premiéra 1967.
Jak poznám nepřítele (1966)
Další tvůrci a interpreti nezjištěni. Natočeno 1966.
Faust umírá dvakrát (1967)
Dramaturg Karel Tachovský. Režie Josef Červinka. Osoby a obsazení: generál (Miloš Nedbal), muž (Josef Velda), hospodyně (Blanka Waleská). Natočeno 1967. Premiéra 15. 6. 1968 (Československo I, 10:10 – 11:10 h.). Repríza 11. 12. 1968 (Třetí program, 15:00–16:05 h.). Pravděpodobně smazáno.
Než pstruh ztratí duhu (1968)
Dramaturg Karel Tachovský. Režie Olga Zezulová. Osoby a obsazení: muž (Josef Karlík), mladík (Jaroslav Kuneš), Albrecht (Zlatomír Vacek), Kreunbach (Jiří Tomek), sekretářka (Libuše Billová). Nastudovalo Brno v roce 1968. Vysíláno 4. 4. 1969 (Praha, 21:50–23:00 h.).
Spor o poklad na ostrově Délu (1969)
Další tvůrci a interpreti nezjištěni. Natočeno 1969.
Pozvání spravedlivých (1970)
Hudba Jaromír Dlouhý, instrumentální soubor řídí autor. Zvukový technik Bohuslav Fiala. Natáčecí technik Marie Majerová. Mixáž Věra Binková. Asistent studia Eva Pryclová. Režie Olga Zezulová. Osoby a obsazení: kavárník (Pavel Kunert), lékař (Jiří Dušek), učitel (Dobroslav Riegl), mladík (Jaroslav Kuneš), náčelník (Rudolf Chromek), major (Karel Fajt), vypravěčka (Helena Kružíková). Nastudovalo Brno. Natočeno 14. 4. 1970 (14:00–19:00 h., studio 7).
Benda to zatrhne aneb Hrdina seriálů (1981)
Komedie z cyklu "Člověk naší doby". Hudební spolupráce Hana Brothánková. Zvuk Jiří Fuhrman. Záznam a střih Věra Nováková. Asistentka režie Jana Knappová. Dramaturgie Ivan Škapa. Režie Alena Adamcová. Osoby a obsazení: Jiřík Česálek (Jan Hrušínský), jeho sestra Věra (Simona Stašová), jeho švagr Jára (Jiří Klem), matka (Pavla Maršálková), vedoucí Barča (Ivo Gübel), jeho dcera Dana (Lenka Termerová), Boubelíková (Božena Böhmová), Garešová (Bohumila Míla Myslíková), její dcera Jitka (Sylva Sequensová), Andělová (Ludmila Roubíková), Benda (Vilém Besser), Vokurková (Jana Robenková), muž (Jan Faltýnek), Princová alias Princezna (Lenka Kořínková). Natočeno 1981. Premiéra 1. 1. 1982 (Praha, 15:30 - 16:25 h.; 53 min.).
Paměť kamene (1984)
Básnické podobenství o nezlomné síle života a krystalizaci dějinných sil ústících do spravedlivějšího společenského řádu. Stereofonní scénář Jan Lorman a Jan Kozelka. Hudbu složil Štěpán Rak, řídí Jiří Váchal. Na kytaru hraje Štěpán Rak. Hudební režie Miloš Kafka. Dramaturg Ivan Škapa. Režie Jan Lorman. Osoby a obsazení: vypravěč (Zdeněk Řehoř), borovice (Daniela Kolářová), dub (Jiří Holý), Václav (František Němec), Marie (Ljuba Krbová), Záruba (David Vejražka), matka (Blanka Bohdanová), vedoucí (Antonin Hardt), lékař (Oldřich Vlček), vojáci (Ladislav Potměšil a Tomáš Juřička). Natočeno 1984.
O jedné cestě (1985)
Dramaturg Pavel Minks. Režie Jan Lorman. Účinkuje Petr Haničinec. Natočeno 1985. Premiéra (?) 21. 1. 1986.
Hodina pod radniční věží (1986)
Vánoční komedie. Dramaturg Pavel Minks. Režie Jiří Roll. Účinkují Jiří Vala, Slávka Budínová, Vilma Cibulková, David Vejražka, Josef Patočka, Antonie Hegerlíková, Otakar Brousek st., Gabriela Vránová, Zuzana Fišárková, Soběslav Sejk, Miroslav Masopust, Jana Drbohlavová, Ivana Andrlová, Ljuba Krbová, Drahomíra Fialková a Ivana Vondrovicová. Natočeno 1986.
Tři basy piva v horkém létě (1988)
Neodeslané dopisy (1989)
Desetidílný seriál.
Kámen v okně (1989)
Režie Markéta Jahodová. Osoby a obsazení: Šimon (Lubor Tokoš), jeho přítelkyně (Věra Kubánková), přítel, vypravěč (Martin Růžek). Natočeno 1989.
Pasti a pastičky (1997)
Rozhlasová groteska. Dramaturgie Marie Říhová. Režie Jan Fuchs. Účinkují: Václav Vydra nejml., Lubomír Lipský, Boris Rösner, Hana Maciuchová, Sabina Remundová, Magdalena Chrzová, Jaroslav Kepka, Jan Fuchs, Naďa Pajánková, Radek Bár, Ivana Hromková, Aleš Cibulka, Michal Michálek, Michaela Pánková a Klára Blažková. Natočeno v roce 1997. (42 min.)
Vymahač (2005)
Černá restituční komedie. Dramaturg Pavel Minks. Zvuk Ing. Tomáš Gsöllhofer. Záznam a střih Pavla Horynová. Zvuková spolupráce Pavla Schönová. Asistentka režie Dagmar Podlešáková. Režie Vlado Rusko. Osoby a obsazení: muž (Luděk Munzar), Veronika (Simona Postlerová), Dlužník (Petr Křiváček), Vymahač (Jan Novotný), Ochránce (Martin Štěpánek), Pomocník (Svatopluk Schuller), Pátrač (Jan Szymik), Bedřich (Jiří Hromada), Drobnička (Hana Doulová-Krobotová) a Neznámá (Zdeňka Sajfertová). Natočeno v roce 2005 (72 min). Premiéra 26. 9. 2006 (Vltava, 21:30–22:47 h.). Repríza 25. 8. 2011 (ČRo 3 Vltava, 20:00 h).
Do cyklu Jak se máte Vondrovi? přispěl seriály:
  Ve stínu ordinace (pět dílů, 1980)
  Jak ohleduplně jednat se starými lidmi (tři díly, 1982)
  Sedm pádů Petra Doubka (sedm dílů, 1987)
  Schody do ráje (tři díly, 1989)
  Kopec za devět milionů (tři díly, 1989)
Tiskem vyšly hry (v jednom svazku) Smyčka, Ruce nad vodou, Faust umírá dvakrát
Praha, Dilia 1968, 194 stran, edice Malá řada Dilie, svazek 64

### Scenáristika

#### Televizní hry – Vlastní námět a scénář
- Jediná noc (režie Alois Hajda, TV Brno, 1963)
- Pozvání spravedlivých (režie Pavel Rímský st., TV Brno, 1968)
- Kaktus-bomba-letadlo (režie Václav Vorlíček, TV Brno, 1969)
- Magnetická luneta (režie Anna Procházková, TV Praha, 1975)
- Taková tečka na mapě (režie Jaroslav Hužera, TV Praha, 1975)
- Sedm kilo pro Králíčka (režie František Laurin, TV Praha, 1979)
- Drž se rovně, Kačenko (režie Věra Jordánová, TV Praha, 1981)
- Střecha pod vodou (režie Evžen Sokolovský, TV Praha, 1981)
- Otravný víkend (režie Ludvík Ráža, TV Praha, 1989)
- Než poznáš první úsměv (režie Ludvík Ráža, TV Praha, 1989)
- Osmý div světa (režie Otakar Kosek, TV Ostrava, 1990)
- Volavka (režie Jana Semschová, TV Praha, 1991)
- Kámen v okně (režie Otakar Kosek, TV Ostrava, 1991)
- In flagranti (režie Anna Procházková, TV Praha, 1993)
- Narcisový dům (2 díly, režie Josef Henke, TV Praha, 1994)
- Žena v kleci (režie Josef Henke, TV Praha, 1997)[68][70]

#### Televizní hry – Scénář podle předlohy jiného autora
- Hans mezi Petrem a Svenem (režie Fedor Kaucký, autor předlohy Maria L. Ramnefalk, TV Brno, 1970)
- Čtyři sváteční dny (režie Ivan Balaďa, autor předlohy Iván Mándy, 1971)
- Dokud jsou ryby němé (režie Milan Peloušek, autor předlohy Ferenc Karinthy, TV Brno, 1970)
- Zločincem proti své vůli (režie Milan Messany, autor předlohy Michael Scharang, TV Brno, 1970)
- Projížďka v kočáře (režie Karel Pokorný, autor předlohy Tamaz Čiladze, TV Praha, 1973)
- Cesta do Pristolu (režie Vladimír Kavčiak, autor předlohy Petru Popescu, TV Praha, 1974)
- Veliká stavba (režie Jiří Vanýsek, autor předlohy Jan Trefulka, TV Brno, 1993)

#### Filmové scénáře
- Prodavač humoru (spoluautor scénáře Jiří Krejčík, režie Jiří Krejčík, 1984)
- Smrt v kruhu (režie Milan Růžička, 1989)

#### Divadelní hry
- Bonviván (2006), tragikomedie z hereckého prostředí
- V jídelně se nevraždí (2010), tragikomický thriller[71]

### Publikování ve sbornících a časopisech

#### Poezie
- Jednou se řekne v historii..., Umělci, Přítel Augustin, in: Dokořán 1, Brno 1957, s. 82–86.
- Paní Anitka onemocněla, Nový život, 1957, č. 6, s. 578.
- Déšť, Vteřina ticha, Minuty, in: Tvář, Brno 1963, s. 52, 98–99, 102–103.[72]

#### Próza
- Věčné čekání, Host do domu 6, 1959, č. 6, s. 249–251.
- Japoneček, Host do domu 8, 1961, č. 8, s. 338–342.
- Člověk u křesla, in: Dokořán, Brno 1964, s. 78–86.
- Zrcadlo, in: Dokořán, Brno 1964, s. 114–116.
- Marná válka, in: Dokořán, Brno 1964, s. 168–172.
- Člověk zvenku, in: Dokořán 1, Brno 1965, s. 66–68 (pod pseudonymem Ivan Dlouhý).
- Gáblík, in: Dokořán 3, Brno 1965, s. 144–155.
- Noční cesta, Učitel ptačího zpěvu, O jedné cestě, in: Konfrontace, Brno, Blok 1967, s. 171–189.
- Drž se rovně, Kačenko, in: Souhvězdí Kassiopeia, uspořádal J. Novák, Brno, Blok 1980, s. 352–409.
- Pokušení na konci léta, in: Vlasta 43, 1989, č. 1, s. 26; č. 44, s. 26.
- Křikloun, in: 27 popravených českých pánů očima 27 (nepopravených) českých spisovatelů, Praha, Formát a Vivo 2000, s. 294–305.
- Mušle na poušti, in: 27 českých obrazů očima 27 českých spisovatelů, Praha, Vivo 2001, s. 201–212.[73]

### Blog
Od dubna 2019 do října 2021 příležitostně publikoval glosy a fejetony na blogu na Aktuálně.cz.

### Archivní fond
V Literárním archivu Památníku národního písemnictví je uložen fond písemností spisovatele Romana Ráže z let 1948–2010, jedná se o 8 kartonů vlastních rukopisů. Fond má číslo 2345.